# Perry Kretz
Perry Kretz (* 9. September 1933 in Köln; † 10. Dezember 2020 in Hamburg) war ein deutsch-amerikanischer Fotograf und Kriegsjournalist, der durch seine Reportagen über Kriege und Konflikte bekannt wurde. Er berichtete für die Zeitschrift Stern über den Vietnamkrieg und war der älteste akkreditierte Journalist im Irakkrieg. Kretz wurde zweimal mit einem World-Press-Photo-Preis ausgezeichnet.

## Leben
Perry Kretz wanderte nach einer Lehre zum Schriftsetzer 1950 in die USA aus. Hier besuchte er das Hunter College und studierte an der New York University Journalismus. Nach dem Studienabschluss nahm Kretz die amerikanische Staatsbürgerschaft an, meldete sich für die United States Army und kämpfte als Soldat im Koreakrieg.
In New York arbeitete Kretz für die New York Post und die britische Nachrichtenagentur Keystone.
Ab 1969 arbeitete Kretz für das Hamburger Magazin Stern, hauptsächlich in Krisen- und Kriegsregionen. Er veröffentlichte Reportagen über Kriege und Bürgerkriege in Afrika, Südamerika und Asien. Im Vietnamkrieg führte er Interviews mit Opfern aus der Zivilbevölkerung. So führte er als einer der ersten Journalisten Interviews mit Kim Phúc.
Er berichtete umfangreich über die Nicaraguanische Revolution, den Völkermord in Ruanda, den Bosnienkrieg, das Massaker von El Mozote und den Liberianischen Bürgerkrieg.
Seine Reportagen New York Street Gangs und Swimmingpool von Präsident Mobutu wurden von der World Press Photo Foundation jeweils mit einem 3. Preis ausgezeichnet.

## Veröffentlichungen
- Die kleinen Banditen von Bogota Hannibal-Verlag, Salzburg 1978.
- Barfuss zum Sieg – Nicaragua Hannibal-Verlag, Salzburg 1980.
- Augen auf und durch!: Mein Leben als Fotoreporter Hoffmann und Campe, Hamburg 2009; ISBN 3-455-50103-6.